# Текстильщик (футбольный клуб, Камышин)
«Тексти́льщик» — советский и российский футбольный клуб из города Камышина. С 1987 по 2008 год выступал в различных дивизионах чемпионата и первенства России. С 2009 участвует в первенстве Волгоградской области.

## Прежние названия
- 1956—1957 — «Красное Знамя»
- 1958—1959 — «Текстильщик»
- 1960—1963 — «Старт», ХБК
- 1964—1996 — «Текстильщик»
- 1996 — «Энергия-Текстильщик»
- 1997 — «Энергия»
- 1998 — «Ротор»
- с 1999 — «Текстильщик»

## История
Клуб основан в 1956 году.
Высшие достижения:
- в чемпионатах России — 4-е место: 1993;
- в Кубке России — 1/4 финала: 1995/96;
- в Еврокубках — 1/16 финала Кубка УЕФА: 1994/95.

В чемпионатах СССР участвовал с 1988 года. Наивысшие достижения клуба приходятся на первую половину 1990-х годов, когда «Текстильщик» 5 сезонов (1992—1996) провел в высшей лиге чемпионата России. С 1992 по 1995 год «Текстильщик» четыре раза подряд входил в десятку сильнейших клубов страны. Лучшим достижением является 4-е место в 1993. На следующий год клуб успешно дебютировал в Кубке УЕФА, разгромив венгерскую «Бекешчабу» и уступив в равной борьбе будущему чемпиону Франции «Нанту».
Основным спонсором команды являлся камышинский хлопчатобумажный комбинат, проблемы на котором отразились и на результатах команды. В результате клуб выбыл в низшие дивизионы.
По ходу сезона 1996 года в высшей лиге к названию команды добавилась приставка «Энергия», вследствие обретения нового спонсора — энергетической компании РАО «ЕЭС России». В высшей лиге команда удержаться не смогла, а в следующем сезоне, играя уже под названием «Энергия», вылетела и из первой лиги, хотя после первого круга занимала 7-е место: посреди сезона РАО «ЕЭС России» прекратилось осуществление финансовой поддержки команды, произошёл массовый исход футболистов, и второй круг команда доигрывала уже главным образом игроками дублирующего состава, снятого с первенства третьей лиги. В 1998 году команда называлась «Ротор» и была фарм-клубом волгоградского «Ротора», по ходу сезона снялась с первенства второго дивизиона в связи с банкротством. С сезона 1999 года, который команда проводила уже в первенстве КФК, клуб вернулся к прежнему названию, получив статус муниципального клуба.
С 2003 по 2007 год выступал в зоне «Юг» второго дивизиона. Два сезона подряд (2005, 2006) клуб занимал в чемпионате последние места и по спортивному принципу должен был покинуть второй дивизион и потерять профессиональный статус, однако специальными решениями ПФЛ был оставлен во втором дивизионе.
В сезоне 2007 года клуб вновь занял последнее место и согласно Регламенту выбыл в ЛФЛ.
В 2008 году выступал в первенстве ЛФЛ, МОА Черноземье. Заняв 13-е место, в следующем сезоне по финансовым причинам отказался от участия в первенстве ЛФЛ и участвует в первенстве Волгоградской области.
Обладатель Кубка Волгоградской области (2012).
В 2019 году вышел в свет документальный фильм «Текстильщик: От рассвета до заката», охватывающий историю команды от первенства Волгоградской области до выхода в кубок УЕФА в 1994 году, затрагивающий и современное положение дел ФК «Текстильщик».

## Статистика
| Сезон             | Дивизион                               | Место                                              | И                                                  | В                                                  | Н                                                  | П                                                  | М                                                  | О                                                  | Главный тренер                                     |
| ----------------- | -------------------------------------- | -------------------------------------------------- | -------------------------------------------------- | -------------------------------------------------- | -------------------------------------------------- | -------------------------------------------------- | -------------------------------------------------- | -------------------------------------------------- | -------------------------------------------------- |
| Чемпионаты СССР   |                                        |                                                    |                                                    |                                                    |                                                    |                                                    |                                                    |                                                    |                                                    |
| 1987              | КФК. Зона «Поволжье»                   | 1 из 8                                             | 14                                                 | 9                                                  | 3                                                  | 2                                                  | 57-16                                              | 21                                                 | Сергей Павлов                                      |
| 1988              | Вторая лига. 9-я зона                  | 6 из 16                                            | 30                                                 | 13                                                 | 7                                                  | 10                                                 | 49-36                                              | 33                                                 | Сергей Павлов                                      |
| 1989              | Вторая лига. 9-я зона                  | 3 из 22                                            | 42                                                 | 24                                                 | 9                                                  | 9                                                  | 83-32                                              | 57                                                 | Сергей Павлов                                      |
| 1990              | Вторая лига. Центральная буферная зона | 2 из 22                                            | 42                                                 | 22                                                 | 8                                                  | 12                                                 | 73-49                                              | 52                                                 | Сергей Павлов                                      |
| 1991              | Первая лига                            | 11 из 22                                           | 42                                                 | 15                                                 | 13                                                 | 14                                                 | 56-52                                              | 43                                                 | Сергей Павлов                                      |
| Чемпионаты России |                                        |                                                    |                                                    |                                                    |                                                    |                                                    |                                                    |                                                    |                                                    |
| 1992              | Высшая лига                            | 10 из 20                                           | 30                                                 | 14                                                 | 7                                                  | 9                                                  | 33-26                                              | 35                                                 | Сергей Павлов                                      |
| 1993              | Высшая лига                            | 4 из 18                                            | 34                                                 | 14                                                 | 11                                                 | 9                                                  | 45-34                                              | 39                                                 | Сергей Павлов                                      |
| 1994              | Высшая лига                            | 7 из 16                                            | 30                                                 | 12                                                 | 6                                                  | 12                                                 | 32-36                                              | 30                                                 | Сергей Павлов                                      |
| 1995              | Высшая лига                            | 10 из 16                                           | 30                                                 | 9                                                  | 7                                                  | 14                                                 | 37-41                                              | 34                                                 | Сергей Павлов                                      |
| 1996              | Высшая лига                            | 17 из 18                                           | 34                                                 | 4                                                  | 12                                                 | 18                                                 | 25-48                                              | 24                                                 | Сергей Павлов                                      |
| 1997              | Первая лига                            | 19 из 22                                           | 42                                                 | 10                                                 | 8                                                  | 24                                                 | 46-67                                              | 38                                                 | Сергей Павлов; Владимир Бубнов                     |
| 1998              | Второй дивизион. Зона «Поволжье»       | снят                                               | 15                                                 | 5                                                  | 5                                                  | 5                                                  | 17-18                                              | 20                                                 | Владимир Бубнов                                    |
| 1999              | КФК. Зона «Юг»                         | 12 из 16                                           | 30                                                 | 8                                                  | 5                                                  | 17                                                 | 40-69                                              | 29                                                 | Владимир Борисов                                   |
| 2000              | КФК. Зона «Черноземье»                 | 13 из 14                                           | 24                                                 | 4                                                  | 1                                                  | 19                                                 | 17-44                                              | 13                                                 | Владимир Борисов                                   |
| 2001              | КФК. Зона «Черноземье»                 | 6 из 12                                            | 22                                                 | 12                                                 | 3                                                  | 7                                                  | 46-28                                              | 39                                                 | Владимир Борисов                                   |
| 2002              | КФК. Зона «Черноземье»                 | 1 из 14                                            | 26                                                 | 20                                                 | 2                                                  | 4                                                  | 61-16                                              | 62                                                 | Сергей Полстянов                                   |
| 2003              | Второй дивизион. Зона «Юг»             | 15 из 20                                           | 38                                                 | 11                                                 | 6                                                  | 21                                                 | 44-57                                              | 39                                                 | Сергей Полстянов                                   |
| 2004              | Второй дивизион. Зона «Юг»             | 11 из 17                                           | 32                                                 | 10                                                 | 10                                                 | 12                                                 | 36-50                                              | 40                                                 | Сергей Полстянов                                   |
| 2005              | Второй дивизион. Зона «Юг»             | 13 из 13                                           | 24                                                 | 3                                                  | 2                                                  | 19                                                 | 12-60                                              | 11                                                 | Сергей Полстянов                                   |
| 2006              | Второй дивизион. Зона «Юг»             | 17 из 17                                           | 26                                                 | 2                                                  | 5                                                  | 25                                                 | 24-83                                              | 11                                                 | Сергей Полстянов                                   |
| 2007              | Второй дивизион. Зона «Юг»             | 15 из 15                                           | 26                                                 | 3                                                  | 4                                                  | 21                                                 | 15-58                                              | 13                                                 | Вячеслав Кузнецов                                  |
| 2008              | ЛФЛ. Зона «Черноземье»                 | 13 из 18                                           | 34                                                 | 9                                                  | 6                                                  | 19                                                 | 40-49                                              | 33                                                 | Вячеслав Кузнецов                                  |
| 2009              | Чемпионат Волгоградской области        | 8                                                  | 24                                                 | 9                                                  | 2                                                  | 13                                                 | 42-45                                              | 29                                                 | Владимир Павлов                                    |
| 2010              | Чемпионат Волгоградской области        | 5                                                  | 18                                                 | 10                                                 | 2                                                  | 6                                                  | 45-24                                              | 32                                                 | Владимир Павлов                                    |
| 2011              | Чемпионат Волгоградской области        | 2                                                  | 18                                                 | 12                                                 | 4                                                  | 2                                                  | 53-17                                              | 40                                                 | Владимир Павлов                                    |
| 2012              | Чемпионат Волгоградской области        | 2                                                  | 18                                                 | 14                                                 | 1                                                  | 3                                                  | 50-14                                              | 43                                                 | Владимир Павлов                                    |
| 2013              | Чемпионат Волгоградской области        | 4                                                  | 24                                                 | 16                                                 | 4                                                  | 4                                                  | 58-29                                              | 52                                                 | Владимир Павлов                                    |
| 2014              | Чемпионат Волгоградской области        | 3                                                  | 18                                                 | 13                                                 | 2                                                  | 3                                                  | 59-18                                              | 41                                                 | Владимир Павлов                                    |
| 2015              | Чемпионат Волгоградской области        | 6                                                  | 22                                                 | 11                                                 | 4                                                  | 7                                                  | 46-38                                              | 37                                                 | Владимир Павлов                                    |
| 2016              | Чемпионат Волгоградской области        | 5                                                  | 18                                                 | 11                                                 | 2                                                  | 5                                                  | 35-19                                              | 35                                                 | Владимир Павлов                                    |
| 2017              | Чемпионат Волгоградской области        | 6                                                  | 16                                                 | 5                                                  | 4                                                  | 7                                                  | 27-34                                              | 19                                                 | Александр Бородачев                                |
| 2018              | Чемпионат Волгоградской области        | 5                                                  | 12                                                 | 6                                                  | 1                                                  | 5                                                  | 25-21                                              | 19                                                 | Александр Бородачев                                |
| 2019              | Чемпионат Волгоградской области        | —                                                  | 4                                                  | 3                                                  | 1                                                  | 0                                                  | 10-1                                               | 10                                                 | Андрей Игнатов                                     |
| 2020              | Чемпионат Волгоградской области        | Чемпионат не состоялся из-за пандемии коронавируса | Чемпионат не состоялся из-за пандемии коронавируса | Чемпионат не состоялся из-за пандемии коронавируса | Чемпионат не состоялся из-за пандемии коронавируса | Чемпионат не состоялся из-за пандемии коронавируса | Чемпионат не состоялся из-за пандемии коронавируса | Чемпионат не состоялся из-за пандемии коронавируса | Чемпионат не состоялся из-за пандемии коронавируса |
| 2021              | Чемпионат Волгоградской области        | 3                                                  | 14                                                 | 8                                                  | 1                                                  | 5                                                  | 35-31                                              | 25                                                 | Андрей Игнатов                                     |
| 2022              | Чемпионат Волгоградской области        | 4                                                  | 5                                                  | 2                                                  | 0                                                  | 3                                                  | 10-17                                              | 6                                                  | Андрей Игнатов                                     |
| 2023              | Чемпионат Волгоградской области        | 5                                                  | 14                                                 | 6                                                  | 1                                                  | 7                                                  | 20-36                                              | 19                                                 | Андрей Игнатов                                     |

### В высшей лиге чемпионатов России
В высшей лиге чемпионатов России: 5 сезонов (1992—1996), 158 матчей, 53 победы, 43 ничьи, 62 поражения, мячи 172—185.
Лучшее место: 4-е (1993);
Худшее место: 17-е (1996).
Самые крупные победы:
- 5:1 — 1993 год, «Уралмаш» (Екатеринбург);
- 4:0 — 1993 год, «Луч» (Владивосток).

Самые крупные поражения:
- 0:4 — 1992 год, «Динамо» (Москва);
- 0:4 — 1994 год, «Крылья Советов» (Самара).

Наибольшее число матчей за клуб в высшей лиге: Сергей Наталушко — 121.
Лучший бомбардир: С. Наталушко — 28 мячей.
Рекордсмен клуба за сезон: С. Наталушко — 10 мячей, 1995.
Футболисты команды А. Саморуков и О. Елышев в 1993 году вошли в список 33-х лучших футболистов России (под третьими номерами). Футболист команды В. Тернавский в 1996 году провёл два матча за национальную сборную России. Главный тренер команды Сергей Павлов в 1995—1996 годах являлся тренером национальной сборной России.

### В первых лигах
В первой лиге Чемпионатов СССР и России: 2 сезона (1991, 1997), 84 матча, 25 побед, 21 ничья, 38 поражений, мячи 102—119.
Лучшее место: 11-е — 1991 год.
Худшее место: 19-е — 1997 год.
Самая крупная победа: 5:0 — 1997 год, «Сатурн» (Раменское).
Самые крупные поражения:
- 1:5 — 1997 год, «Кубань» (Краснодар);
- 0:4 — 1991 год, «Ротор» (Волгоград).

Наибольшее число матчей за клуб в первой лиге: Р. Шаймухаметов — 59.
Лучший бомбардир: Р. Шаймухаметов — 20 мячей.
Рекордсмен клуба за сезон: Р. Шаймухаметов — 15 мячей, 1991 год.

### Вторые лиги
Во второй лиге Чемпионатов СССР и России: 8 сезонов (1988—1990, 2003—2007), 268 матчей, 88 побед, 51 ничья, 129 поражений, мячи 336—425.
Лучшее место: 2-е — 1990 (центральная буферная зона).
Худшее место: 17-е — 2006 (зона «Юг»).
Самая крупная победа: 7:0 — 2003, «Нарт» (Черкесск).
Самые крупные поражения:
- 1:7 — 2005 год, «Ротор-2» (Волгоград);
- 0:6 — 2004 год, «Динамо» (Ставрополь);
- 0:6 — 2007 год, «Ротор» (Волгоград).

Наибольшее число матчей за клуб во второй лиге: В. Васяев — 112.
Лучший бомбардир: Р. Шаймухаметов — 45 мячей.
Рекордсмен клуба за сезон: Р. Шаймухаметов — 21 мяч, 1990.

### В любительских лигах
В чемпионатах РСФСР/России среди КФК/ЛФЛ: 6 сезонов (1987, 1999—2002, 2008), 155 матчей, 66 побед, 20 ничьих, 69 поражений, мячи 272—227.
Чемпион России среди любительских клубов 2002 года.
Лучшее место: 1-е — 1987 (зона «Поволжье») и в 2002 (зона «Черноземье»).
Худшее место: 13-е — 2000 и 2008 (зона «Черноземье»).
Самые крупные победы:
- 7:0 — 1987, «Строитель» (Йошкар-Ола);
- 7:0 — 1987, «Гранит» (Пенза).

Самые крупные поражения:
- 0:6 — 1999, «Олимпия» (Волгоград)
- 0:6 — 1999, «Судостроитель» (Астрахань).

Рекордсмен команды за сезон: С. Наталушко — 19 мячей, 1987.

### Кубки СССР и России
В Кубке СССР и России: 13 участий (1990/91, 1992/93 — 1998/99, 2003/04 — 2007/08), 24 матча, 7 побед, 4 ничьи, 13 поражений, мячи 33 — 43.
Высшее достижение: выход в 1/4 финала Кубка России 1995/96.
Самая крупная победа: 8:1 — «Котайк» (Абовян), 1990/91 (1/64 финала).
Самое крупное поражение: 0:5 — «Зенит» (Санкт-Петербург), 1996/97 (1/16 финала).
Наибольшее число матчей за клуб в Кубке СССР и России: С. Наталушко — 11.
Лучшие бомбардиры: С. Бородин, О. Перепелицын, Р. Шаймухаметов — по 3 мяча.
Рекордсмены клуба за сезон: С. Бородин, О. Перепелицын, Р. Шаймухаметов — по 3 мяча, 1990/91.
Участник чемпионатов РСФСР 1989, 1991 годов, Кубка РСФСР 1967, 1988 годов.
Бронзовый призёр чемпионата РСФСР 1989 г.
Всего в профессиональных лигах клуб провел 15 сезонов (1988—1997, 2003—2007), 510 матчей, 166 побед, 115 ничьих, 229 поражений, мячи 610—729; с учетом турниров КФК/ЛФЛ — 21 чемпионат (1987—1997, 1999—2008), 665 матчей, 232 победы, 135 ничьих, 298 поражений, мячи 882—956.
Наибольшее число матчей за клуб в профессиональных лигах провёл С. Наталушко — 273.
Лучший бомбардир — Р. Шаймухаметов — 78 мячей.
Рекордсмен клуба за сезон — Р. Шаймухаметов — 21 мяч, 1990.

### В региональных турнирах
В 1961—1973, 1981—1986 и 2009 годах команда участвовала в любительских соревнованиях регионального уровня.
Чемпион Волгоградской области 1984, 1985, 1986 гг.
Серебряный призёр чемпионата Волгоградской области 1981 года.
Бронзовый призёр чемпионата Волгоградской области 1965, 1982 годов.
Всего в 1-й группе чемпионата Сталинградской/Волгоградской области команда провела 20 сезонов (1961—1973, 1981—1986, 2009).
Самая крупная победа: 14:0 — 1984, «Нефтяник» (Фролово).
Самое крупное поражение: 1:6 — 1982, «Судостроитель» (Волгоград).
Рекордсмен команды за сезон: С. Кочетов — 36 мячей, 1986.
Обладатель Кубка Волгоградской области 1967 года.
Обладатель Кубка Александра Пономарева 1983, 1984, 1985, 1986, 1987 годов.
Финалист Кубка Александра Пономарева 1982 года.
Обладатель Кубка Победы 1985, 1986, 1987 годов.
В 1958—1960 и 1979—1980 годах команда участвовала в городских соревнованиях, в 1976—1978 годах была расформирована.
Чемпион Камышина 1980 года.

## Еврокубки
Клуб принимал участие в розыгрыше Кубка УЕФА 1994/1995. В 1/32 была обыграна венгерская «Бекешчаба» 6:1, 0:1. В 1/16 «Текстильщик» уступил французскому «Нанту» 0:2, 1:2.
| 13 сентября 1994 1/32 финала. Первый матч | «Текстильщик» (Камышин) | 6:1      | «Бекешчаба»         | Москва                                                 |
| | 1:1 Юрий Гусаков 38′ · 2:1 Сергей Полстянов 55′ · 3:1 Сергей Волгин 58′ · 4:1 Владимир Филиппов 80′ · 5:1 Владимир Филиппов 89′ · 6:1 Сергей Полстянов 90′ | Протокол | 0:1 Янош Сарваш 15′ | Стадион: Динамо Зрителей: 2 000 Судья: Адриан Порумбою |
| «Текстильщик» (Камышин): Филимонов, А.Морозов, Минаев, Юдин, Жабко, О.Морозов, Новоченко, Цыганков (Розин, 72), Филиппов, Волгин, Гусаков (Полстянов, 51). · «Бекешчаба»: Удварац, Сенти, Усмаев, Ковач, Я.Чато (Кишш, 82), Фодор, Сарваш (Майор, 71), Ш.Чато, Кулчар, Хорват, Давид. · Цыганков (13'), Юдин (41'), Полстянов (69') — Давид, Ш.Чато, Сенти. | |          |                     |                                                        |

| 27 сентября 1994 1/32 финала. Ответный матч | «Бекешчаба»                | 1:0      | «Текстильщик» | Бекешчаба                                              |
| | 1:0 Шандор Чато 77′ (пен.) | Протокол |               | Стадион: Городской Зрителей: 2 000 Судья: Матео Беушан |
| «Бекешчаба»: Байи, Усмаев, Захоран, Ш.Чато, Давид, Фодор, Я.Чато (Сарваш, 61), Майор, Хорват (Кашик, 46), Кулчар, Кишш. · «Текстильщик»: Филимонов, А.Морозов, Минаев, Прохоров, Цыганков, О.Морозов, Новоченко, Розин, Пименов (Наталушко, 46), Волгин, Филиппов (Кузнецов, 72). · Давид — Прохоров, А.Морозов. |                            |          |               |                                                        |

| 18 октября 1994 1/16 финала. Первый матч | «Нант»                                             | 2:0      | «Текстильщик» | Нант                                                 |
| | 1:0 Николя Уэдек 32′ (пен.) · 2:0 Николя Уэдек 61′ | Протокол |               | Стадион: Божуар Зрителей: 34 000 Судья: Чарльз Аджус |
| «Нант»: Марро, Ле Дизе, Пиньоль, Капрон, Карамбё, Ферри, Макелеле, Педрос, Уэдэк, Н’Дорам, Локо (Коэ, 75). · «Текстильщик»: Филимонов, А.Морозов, Минаев, Юдин, Жабко, О.Морозов (Розин, 87), Новоченко, Цыганков, Филлипов, Волгин, Наталушко (Пименов, 85). · Педрос (55') — Новоченко (6'), Жабко (48'), Цыганков (79'), Волгин (86'). · Волгин (87'). |                                                    |          |               |                                                      |

| 1 ноября 1994 1/16 финала. Ответный матч | «Текстильщик»            | 1:2      | «Нант»                                      | Москва                                            |
| | 1:2 Сергей Полстянов 70′ | Протокол | 0:1 Николя Уэдек 47′ · 0:2 Николя Уэдек 65′ | Стадион: Динамо Зрителей: 1 200 Судья: Рой Ольсен |
| «Текстильщик»: Филимонов, А.Морозов (Полстянов, 63), Минаев, Юдин, Жабко, О.Морозов, Новоченко, Розин, Филиппов, Пименов, Наталушко. · «Нант»: Марро, Ле Дизе, Пиньоль, Капрон, Декруа, Ферри, Макелеле, Педрос, Уэдэк (Коэ, 78), Н’Дорам (Локо, 60), Карамбё. · Юдин (59'). |                          |          |                                             |                                                   |

## Рекорды
Клуб установил и удерживает до сих пор следующие высшие достижения национального масштаба:
- за всю историю российского футбола самая крупная победа в дебютном матче Еврокубков (1994, матч «Текстильщик» — «Бекешчаба», Венгрия — 6:1; без учета Кубка Интертото, рекорд принадлежит «Сатурну» (Московская область), 2008 год; с учетом достижений советских клубов — повторение результата «Динамо» (Киев), 1965 год);
- за всю историю чемпионатов России «Текстильщик» — единственный клуб, футболистам которого удалось в высшей лиге сделать в одном матче два «быстрых дубля» (1993, матч «Текстильщик» — «Уралмаш» (Екатеринбург), 2 гола в течение 2 минут подряд удалось забить сначала С. Сергееву, а затем С. Полстянову);
- наибольшее количество зрителей на матче в сопоставлении с численностью населения города (1993, матч «Текстильщик» — «Спартак» (Москва), 16300 зрителей, 12,7 % от населения города);
- наибольшая средняя посещаемость домашних матчей в сопоставлении с численностью населения города (1995, средняя посещаемость домашних матчей — 10213 человек, 8 % от населения города).

### Призы
Команда владела призами «Гроза авторитетов» (1993) и «Вместе с командой» (1993, 1994).

## Главные тренеры
- Павлов, Сергей Александрович — 1979—1997
- Бубнов, Владимир Николаевичen — 1997—1998
- Борисов, Владимир Алексеевич — 1999—2001
- Полстянов, Сергей Николаевич — 2002—2006
  - Тройнин, Александр Викторович (апрель — май 2004, и. о.)
- Иванов, Лев Викторович — 2007
- Кузнецов, Вячеслав Михайлович — 2008
- Владимир Павлов[9] — 2009—2016

## Дублирующий состав
В 1992 году дублирующий состав клуба («Текстильщик»-Д) принимал участие во второй зоне Второй лиги и занял последнее, 22-е место.
В 1997 году дублирующий состав («Энергия»-Д) заявился в Третью лигу ПФЛ (зона 2), провёл 1-й круг, после чего снялся с турнира.